# Shy Boy (singolo Secret)
Shy Boy (hangeul: 샤이보이) è il primo singolo del gruppo musicale sudcoreano Secret, pubblicato nel 2011 dall'etichetta discografica TS Entertainment.

## Il disco
Il singolo fu distribuito nei negozi di musica e nei siti di musica digitale il 6 gennaio 2011. Il video musicale, che trae ispirazione dalla cultura americana nel 1950, come mostrato dagli abiti, le acconciature e il set, uscì lo stesso giorno; ad esso partecipa anche Son Heonsoo. Inizialmente il gruppo pensava che lo stile e i passi non fossero adatti a loro, ma dopo il successo del singolo si ricredettero. Il brano "Shy Boy" fu utilizzato come traccia promozionale nelle loro performance nei programmi M! Countdown, Music Bank, Show! Music Core e Inkigayo. Il 21 gennaio fu annunciato il tutto esaurito, con grande stupore da parte della TS Entertainment. Il pezzo "Shy Boy" continuò a riscuottere successo, rimanendo nella top 10 per diverse settimane. Nel grafico di fine anno di Olleh Music, "Shy Boy" si classificò al numero 5 per i brani più venduti e più trasmessi in streaming in tutto l'anno.
Il brano fu poi riscritto in giapponese per il primo EP giapponese del gruppo, dall'omonimo titolo.

## Tracce
1. Shy Boy (샤이보이) – 3:38 (Kang Jiwon, Kim Kibum)
2. No. 1 – 3:27 (testo: Hana, Marco – musica: Marco)
3. Shy Boy (샤이보이) (Inst.) – 3:38 (Kang Jiwon, Kim Kibum)
4. No. 1 (Inst.) – 3:27 (testo: Hana, Marco – musica: Marco)

## Formazione
- Hyoseong – voce
- Zinger – rapper, voce
- Jieun – voce
- Sunhwa – voce